# ミドリトウヒチョウ
ミドリトウヒチョウ （学名：Pipilo chlorurus）は、スズメ目ホオジロ科の鳥類。